# Bruno Cerella
Bruno Cerella (Bahía Blanca, 30 de julio de 1986) es un baloncestista argentino nacionalizado italiano que pertenece a la plantilla del Blu Basket 1971 de la Serie A2. Con 1,94 metros de estatura, juega en la posición de escolta.

## Trayectoria deportiva

### Italia
Comenzó a jugar a baloncesto en las categorías inferiores del Club Pueyrredón de su ciudad natal. Adquirió la nacionalidad italiana a los 15 años, y se trasladó a Italia a los 17 para jugar de manera profesional.
Jugó en diversas divisiones inferiores hasta que en 2008 fichó por el Teramo Basket. En 2010 fue cedido al UC Casalpusterlengo, donde jugó una temporada en a que promedió 12,6 puntos y 4,9 rebotes por partido.
Regresó en 2011 a Teramo, y en la siguiente temporada de nuevo en la división de honor promedió 9,0 puntos, 3,2 rebotes por partido en 24,9 minutos por encuentro. En 2012 fichó por el Pallacanestro Varese, donde perdió su condición de titular. Jugó poco más de 7 minutos por partido, para promediar 1,9 puntos.
En 2013 fichó por el Olimpia Milano por una temporada, donde asumió un rol secundario. En 2016 renovó contrato con el equipo.

### Selección nacional
En 2008 fue convocado por la selección italiana, debutando ante la selección de Irán, anotando 15 puntos. Disputó 15 partidos, todos de carácter amistoso, en los que promedió 6,8 puntos.